# Drepanicus chrysopinus
Drepanicus chrysopinus is een insect uit de familie van de Mantispidae, die tot de orde netvleugeligen (Neuroptera) behoort. 
Drepanicus chrysopinus is voor het eerst wetenschappelijk beschreven door Brauer in 1867.